# Jacob Bacmeister
Jacob Bacmeister, auch Jakob Bacmeister, (* 11. Februar 1562 in Rostock; † 13. November 1591 in Greifswald) war ein deutscher Hebraist und lutherischer Theologe.

## Leben

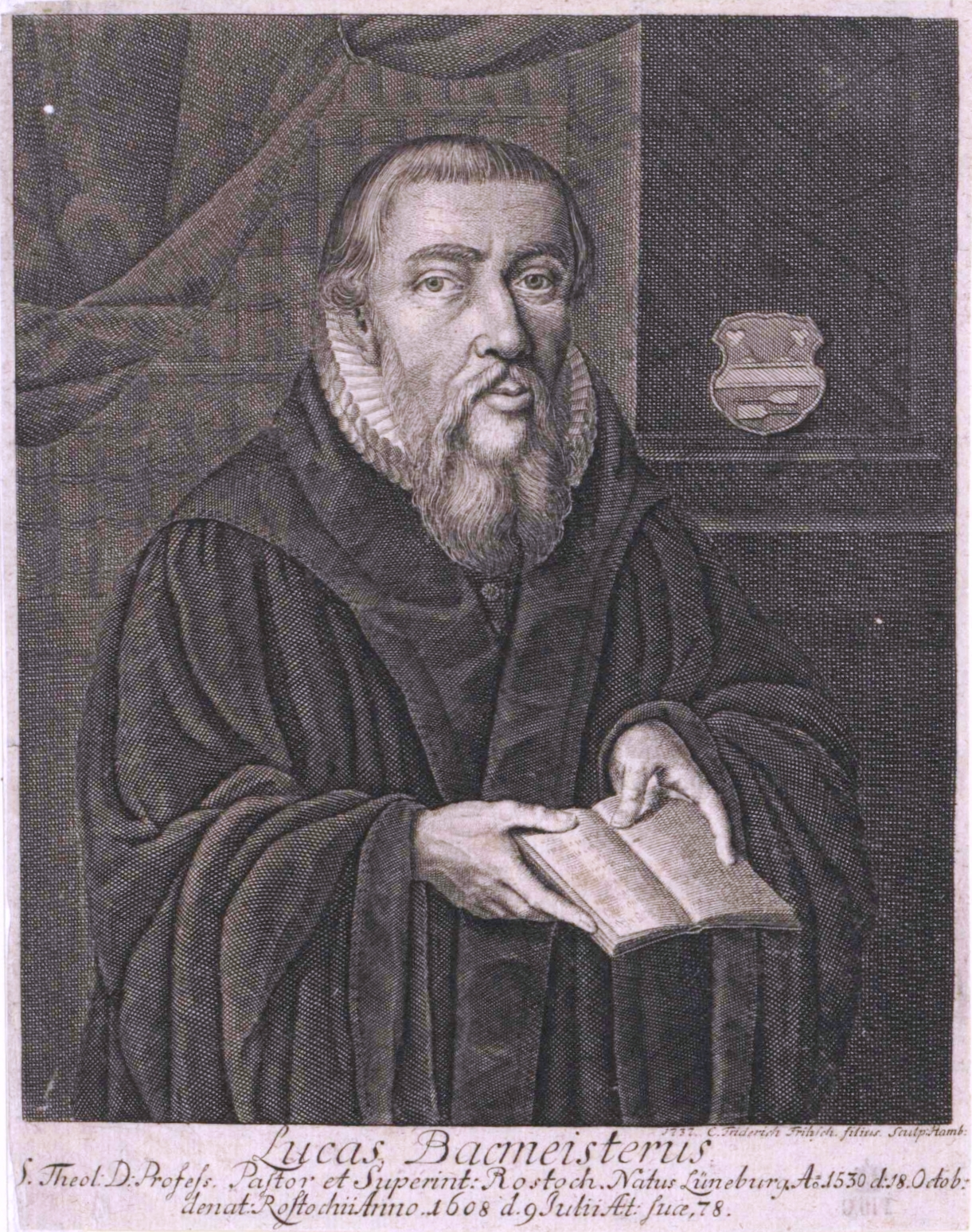
Lucas Bacmeister (der Ältere), Vater des Jacob Bacmeisters

Jacob Bacmeister entstammte der bekannten Theologenfamilie Bacmeister. Sein Vater war der bekannte Theologe und eigentliche Stammvater der Familie Lucas Bacmeister. Aus dessen 1560 mit Johanna Bording, der Tochter des Jacob Bording, die von 1544 bis 1584 lebte, in Kolding eingegangener Ehe entstammen zehn Kinder. Eins von ihnen war Jacob Bacmeister, der am 11. Februar 1562 in Rostock geboren wurde. Ein weiterer seiner Brüder wurde auch bekannter Theologe, Lucas Bacmeister der Jüngere. Weitere bekannte Geschwister Bacmeisters waren die Mediziner Johann Bacmeister und Matthäus Bacmeister.
Der Familientradition folgend, studierte Bacmeister an der Universität Rostock. Sein Studium beendete er 1585 und wurde Magister artium. Fünf Jahre später ernannte die philosophische Fakultät eben jener Universität ihn zum Professor der hebräischen Sprache.
Bereits am 13. November 1591 verstarb Bacmeister während einer Reise in Greifswald. Er wurde 29 Jahre alt und war mit einer Tochter des Juraprofessors Lorenz Panklow, Gertrud (1575–1591) verheiratet gewesen.

## Werke
- Loci doctrinae praecipui ex prioribus quatuor capitibus prophetae Amos excerpti, & ad disputationum materiam propositi, in Academia Rostochiensi, A Luca Bacmeistero S. Theologiae Doctore et Professore. (Respondente M. Iacobo Bacmeistero) Paulo Petreio Rostochiensi (Rostock 1590)
- Oratio de vita studiis et morte clarissimi & doctissimi viri, DN. M. Iacobi Bacmeisteri in academia Rostochiensi patria Hebraeae linguae Professoris […] Scripta Amico ab Amico, M. Daniele Cramero REtzensi Neomarch. Et 20. Novembr. […] (Rostock 1591)
- Oratio de vita studiis et morte […] Iacobi Bacmeisteri (Rostock 1591)